# District de Vilankulo

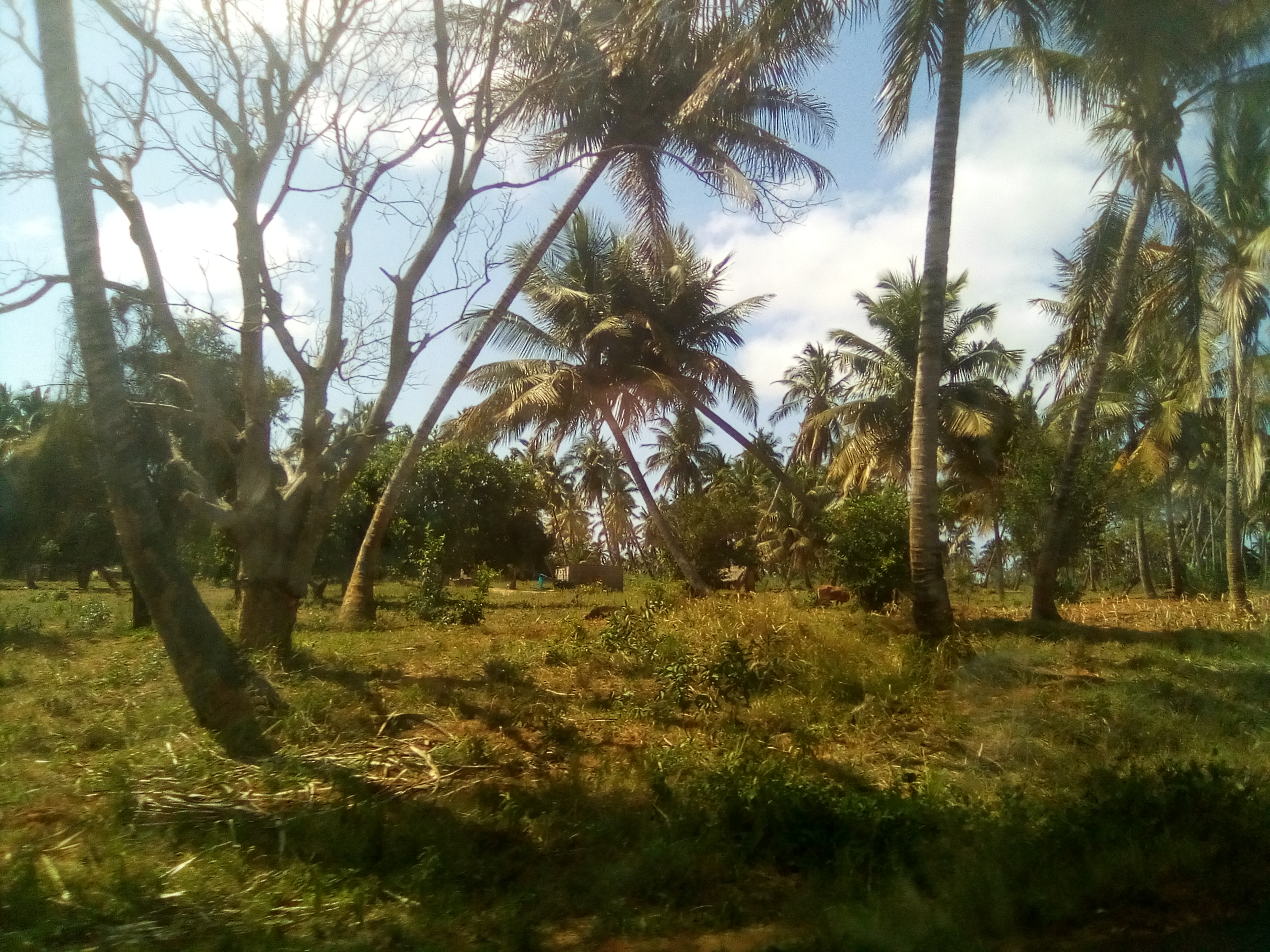
Cocotiers dans le district de Vilankulo.

Le district de Vilankulo est une subdivision administrative de la province d'Inhambane au sud-est du Mozambique. En 2007, sa population est de 135 710 habitants.

## Source de la traduction
- (en) Cet article est partiellement ou en totalité issu de l’article de Wikipédia en anglais intitulé « Vilanculos District » (voir la liste des auteurs).